# Apeadeiro de Pedrouços da Maia
O Apeadeiro de Pedrouços da Maia foi uma interface da Linha de Leixões, que servia a localidade de Pedrouços, no Município da Maia, em Portugal.

## História
Este apeadeiro situava-se no lanço da Linha de Leixões entre Contumil e Leixões, que abriu à exploração em 18 de Setembro de 1938.
Em Novembro de 1940, esta interface estava em funcionamento, com a categoria de apeadeiro.